# Rirugiliyangugili
rirugiliyangugili（リルギリヤングギリ、2000年6月12日 - ）は、日本のラッパーである。関西におけるトラップメタルシーンの牽引者のひとりとして知られる。

## 来歴
2000年6月12日、大阪府寝屋川市で誕生する。小学校低学年のころ、マキシマム ザ ホルモンの楽曲に出会ったことで音楽に興味を持ち、作詞をするようになる。中学生のときヒップホップに傾倒しはじめ、高校生のときには友人とサイファーをはじめる。17歳のとき、先輩に西成区のスタジオ「ILL HOMIES」に連れてもらったことをきっかけに、音楽をはじめる。高校時代は音楽に打ち込む一方で学校にはほとんど行かず、rirugiliyangugiliいわく「先生に薬物中毒者扱いされて、特別室で説教される日々」であったという。
2021年6月28日に『Negative I Love You』をリリースしたころから、ライブによく呼ばれるようになる。
2025年8月10日、コートコーポレーション前で楽曲「IKEN」のMVを撮影し、話題になる。同楽曲のYouTubeでの再生回数は2025年8月17日時点で約33万回となった。

## 音楽性
スタジオでトラックを選び、フリースタイルで楽曲を作っており、アーティストとしても「深く考えず突発的」であることを重んじている。影響をうけたアーティストとしてはYDIZZY、Slipknot、Limp Bikzit、Korn、Tech N9neを挙げている。

## ディスコグラフィ

### アルバム・EP
| タイトル            | 発売日         | 備考                             | 出典   |
| ------------------- | -------------- | -------------------------------- | ------ |
| TEENAGE RIOT        | 2018年10月13日 |                                  | [ 8 ]  |
| FRIEND              | 2019年1月8日   | wood pure luvheartとのコラボEP。 | [ 9 ]  |
| THE HEDGEHOG        | 2019年7月27日  |                                  | [ 4 ]  |
| FRIEND 2            | 2020年2月8日   | wood pure luvheartとのコラボEP。 | [ 10 ] |
| Serve!              | 2020年3月4日   | Lil Soft TennisとのコラボEP。    | [ 11 ] |
| SC ”Further” Vol. 1 | 2020年5月30日  |                                  | [ 12 ] |
| CLAY                | 2020年12月9日  |                                  | [ 13 ] |
| Negative I Love You | 2021年6月28日  |                                  | [ 14 ] |
| RiRU                | 2022年4月6日   |                                  | [ 15 ] |
| Burr                | 2022年8月27日  |                                  | [ 16 ] |
| DUMBBELL            | 2022年10月22日 |                                  | [ 17 ] |